# Гольґер Педерсен
Го́льґер Пе́дерсен (дан. Holger Pedersen; 7 квітня 1867, с. Гелбалле біля Кольдінга, Данія — 25 жовтня 1953, с. Геллеруп біля Копенгагена, Данія) — данський мовознавець, що зробив значний внесок у розвиток історичної лінгвістики, автор близько 30 робіт, присвячених різним мовам. Автор ностратичної, греко-вірменської та низки інших гіпотез. 

## Біографія
Студіював у Копенгагенському університеті мовознавство разом з такими майбутніми науковцями, як Карл Фернер, Вільгельм Томсен та Герман Меллер. Також навчався у Лейпцизькому університеті разом з Карлом Бругманом, Едуардом Зіверсом, Ернсом Віндішем та Августом Лескіном. Восени 1897 року Педерсен провів семестр у Берлінському університеті, де познайомився з Йоганнесом Шмідтом. Наступного року разом з Генріхом Циммером займався вивченням кельтських мов у Грайфсвальдському університеті.
1893 року відвідав Керкіру разом з відомим індоєвропеїстом тих часів Карлом Бругманом для збору матеріалів з албанської мови. За матеріалами експедиції видав книгу албанських текстів, що стали важливим джерелом для лексикографії. 1895 року провів декілька місяців на Аранських островах, де вивчав місцевий розмовний варіант кельтської мови.
 
Здобув докторський ступінь 1896 року в Копенгагенському університеті, з 1903 року одержав посаду професора. 
Зробив значний внесок у вивчення кельтських мов. Автор праці «Порівняльна граматика кельтських мов» (нім. Vergleichende Grammatik der keltischen Sprachen, англ. Comparative Grammar of the Celtic Languages), який досі вважається одним з найважливіших праць з кельтологіі. 
Його праця «Хетський та інші індоєвропейські мови» (нім. Hittitisch und die anderen indoeuropäischen Sprachen) значно просунув дослідження хеттської мови  — на нього неодноразово посилається Й. Фрідріх у своїй праці «Елементарний підручник хетського мови» (нім. Hethitisches Elementarbuch, 2 ed., 1960).  
 
Чималий вплив мала також його праця «Тохарські мови з погляду порівняння індоєвропейських мов» (нім. Tocharisch vom Gesichtspunkt der indoeuropäischen Sprachvergleichung, англ. Tocharian from the Viewpoint of Indo-European Language Comparison). 
 
Педерсен сформулював закон «руки» — переходу  * s  > * š  (>  * x ) —   важливої звукової зміни в індоіранських, балтійських та слов'янських мовах. 
Дві з теорій Педерсена отримали значний резонанс у світі лінгвістики — ностратична гіпотеза та глоттальна гіпотеза. 

## Ностратична гіпотеза
Педерсен першим використав термін «ностратична» в своїй статті з фонології турецької мови (1903). пізніше Педерсен визначав цей термін таким чином (1931:338) :
Для вичерпного визначення сімей мов, що перебувабть у близькій спорідненості з індоєвропейськими, ми можемо використовувати термін «ностратичні мови» (з лат. nostrās, «наш земляк») 
З його точки зору, індоєвропейські мови найімовірніше були пов'язані генетичним зв'язком з фіно-угорськими та самодійськими. Педерсен також припускав "схожу, хоча менш явну подібність " між тюркськими, монгольськими та тунгусо-маньчжурськими мовами, з одного боку, та юкагірськими та ескімосько-алеутськими, з іншого (1931:338). Він також припускав, що індоєвропейські мови можуть бути пов'язані з семітськими, а через них — з «хамітськими» (термін нині застарів) і, ймовірно, з баскською мовою (там само). З погляду сучасної лінгвістики, а також антропології, лише останні зіставлення (з афразійськими та баскською) видаються сумнівними. 
Педерсен також вважав, що крім перерахованих вище мов, до ностратичної макрородини можуть належати й інші. 
 

## Глоттальна теорія
У статті, опублікованій в 1951 році, Педерсен припустив, що частота вживання звуку  b  в праіндоєвропейській мові ненормально низька. Порівняння мов дозволило припустити, що колись це був еквівалентний глухий проривний  p , який рідко зустрічається або відсутній в багатьох мовах. 
Педерсен також стверджував, що передбачувані індоєвропейські дзвінкі аспірати bh dh gh, очевидно, насправді були глухими аспіратами ph th kh. 
Тож на цій основі Педерсен припустив, що три серії індоєвропейських проривних,p t k,bh dh gh і b d g, раніше виглядали як b d g,ph th kh і  (p) t k. 
Його теорія не привертала до себе уваги до тих пір, поки Пол Гоппер (США, 1973) і два радянські мовознавці Гамкрелідзе Тамаз Валеріанович та Іванов В'ячеслав Всеволодович не запропонували в серії статей, а пізніше в фундаментальній праці Гамкрелідзе та Іванова  (1984, анг. переклад 1995), що індоєвропейська серія b d g спочатку була серією приголосних  p ' t ' k ' . Переформульована в такому вигляді, теорія викликала широкий інтерес. 

## Вибрані праці
- 1903: «Türkische Lautgesetze», in Zeitschrift der Deutschen Morgenländischen Gesellschaft 57, 535–561.
- 1909–1913: Vergleichende Grammatik der keltischen Sprachen, 2 volumes. Göttingen: Vandenhoeck and Ruprecht.

 * 1924: Sprogvidenskaben i det Nittende Aarhundrede. Metoder og Resulteter. København: Gyldendalske Boghandel. 
- 1931: Linguistic Science in the Nineteenth Century: Methods and Results, translated from the Danish by John Webster Spargo. Cambridge, Massachusetts: Harvard University Press. English translation of the previous.
- 1938: Hittitisch und die anderen indoeuropäischen Sprachen. Det Kongelige Danske Videnskabernes Selskab, Historisk-filologiske Meddelelser 25.2. København.
- 1941: Tocharisch vom Gesichtspunkt der indoeuropäischen Sprachvergleichung. København: Ejnar Munksgaard. (Друге видання 1949.)
- 1951: Die gemeinindoeuropäischen und die vorindoeuropäischen Verschlusslaute. Det Kongelige Danske Videnskabernes Selskab, Historisk-filologiske Meddelelser 32.5. København.